# Ordenanzas de Casa Concha
Las Ordenanzas de Casa Concha son un conjunto de normas expresas destinadas a regular el trabajo del encomendado en Chiloé y que fueron dictadas en Santiago el 16 de octubre de 1717 por José de Santiago Concha y Salvatierra, oidor de la Real Audiencia de Lima y gobernador interino de Chile (reemplazante del destituido Juan Andrés de Ustariz).
La lógica detrás de la instauración de dicha normativa proviene de los resabios que había dejado en Chiloé la rebelión huilliche de 1712, así como también rumores de una posible nueva rebelión, especialmente difundida por el cabildo de Castro. En este contexto, el gobernador interino –luego de pedir informes a los jesuitas y al gobernador de Chiloé Pedro de Molina y Valiente de la Barra- infirió que el problema base eran los malos tratos de los encomenderos, por lo que procede a reglamentarlo con el fin de mejorar la situación de los indígenas, regulando por lo tanto, el tributo, el jornal y el servicio personal.
Por Real Cédula del 31 de marzo de 1749 en tanto, el Rey Fernando VI, ratifica estas normativas.